# Arnold Gesell
Arnold Lucius Gesell (né le 21 juin 1880 et mort le 29 mai 1961) est un psychologue et pédiatre américain. Il est pionnier dans le domaine du développement de l'enfant.

## Biographie
Gesell est né à Alma, dans le Wisconsin, village dont il analyse l’effet dysgénique dans le livre The Village of a Thousand Souls. Il est l'aîné de cinq enfants et le fils d'un enseignant et d'un photographe, parents tous les deux impliqués dans l’éducation. Voir ses jeunes frères et sœurs apprendre et grandir éveille en lui un intérêt pour les enfants.
Avec pour ambition de devenir enseignant, Gesell poursuit ses études à la Stevens Point Normal School après avoir terminé ses études secondaires en 1896. Il y suit un cours de Edgar James Swift à l'Université Clark, suscitant en lui un intérêt pour la psychologie. Il travaille quelque temps en tant que professeur de lycée, il retourne à l'université du  Wisconsin-Madison.
Il y suit les cours d'histoire donnés par Frederick Jackson Turner et de psychologie donnés par Joseph Jastrow, fondateur du laboratoire de psychologie à l'Université du Wisconsin.
Gesell y a obtenu une licence de philosophie en 1903. Il est devenu enseignant et directeur de lycée avant de reprendre ses études à l'Université Clark, précurseur dans la psychologie grâce à l'influence de son président, G. Stanley Hall, fondateur du mouvement pour l'étude de l'enfant. Gesell y a obtenu son doctorat en 1906.
Il travaille par la suite dans plusieurs établissements scolaires de la ville de New York et au Wisconsin avant qu'un autre diplômé, Clark Lewis Terman, ne l’aide à obtenir une chaire à la Los Angeles State Normal School. Il y fait la connaissance de l’enseignante Beatrice Chandler, qu'il épouse. Ils auront une fille et un fils. Après avoir passé du temps dans les écoles pour handicapés mentaux, tel que la Vineland Training School dans le New Jersey, dirigée par Henry H. Goddard, il développe un intérêt pour l’étude des enfants handicapés.
Déterminé à devenir médecin, il passe quelque temps à étudier à l'Université du Wisconsin Medical School. Plus tard, il est professeur assistant à l'Université Yale tout en étudiant la médecine. Il y développe la clinique de développement de l'enfant et reçoit son diplôme en 1915. Finalement, il a une chaire à Yale. Il sert également en tant que psychologue scolaire à la Connecticut State Board of Education et contribue à développer les classes pour aider les enfants handicapés à réussir. Il écrit plusieurs ouvrages, The Preschool Child from the Standpoint of Public Hygiene and Education en 1923, The Mental Growth of the Preschool Child en 1925 (qui a été également édité en tant que film), et An Atlas of Infant Behavior (chronique sur l'embryologie du comportement) en 1934. Il a coécrit avec Frances Ilg deux guides sur l’éducation Le jeune enfant dans la civilisation moderne, en 1943, et L’enfant de cinq à dix ans en 1946.
Gesell utilise les techniques les plus récentes dans ses recherches, tout comme les progrès de la vidéo et de la photographie. Il a également fait usage de miroirs sans tain pour observer des enfants, et inventé le dôme Gesell, un miroir sans tain en forme de dôme, sous lequel les enfants peuvent être observés sans être dérangés. Dans ses recherches, il étudia de nombreux enfants, y compris Kamala, l’enfant louve. Il a également effectué des recherches sur de jeunes animaux, dont des singes.
En tant que psychologue, Gesell comprend l’importance de l’inné. Il met en garde les autres de ne pas trop rapidement lier le handicap mental à des causes précises. Il estime que de nombreux aspects du comportement humain, comme la latéralité et le tempérament influaient l'héritabilité. Il comprend que les enfants s’adaptent à leurs parents, et les parents à leurs enfants. Il pense qu’étendu à tout le pays, un système d'école maternelle serait bénéfique à l’Amérique.
Le Gesell Institute of Human Development, nommé en son honneur, est initié par ses collègues de la Clinique du développement de l'enfant, le Dr Frances Ilg et Dre Louise Bates Ames en 1950, après que Gesell ait pris en 1948 sa retraite de l’Université.

## Théorie et approche scientifique de Gesell
Les descriptions du développement de l'enfant de Gesell ont constitué des repères importants en psychologie du développement. Gesell est dans une perspective synthétique. C’est l’ensemble du développement qui l’intéresse. Il va expliquer le développement en fonction de la maturation. Il lie la chronologie du développement à la notion de maturation. La notion de maturation « implique (…) une évolution interne de l’organisme, correspondant à un programme de développement caractéristique de l’évolution de l’espèce. »
Une conception biologisante de la croissance mentale se substitue donc à l'ordre chronologique de Binet. Le développement psychologique dépend du développement maturationnel du système nerveux central et des systèmes endocriniens. Le facteur qui explique les transformations, le développement de l’enfant, est le facteur interne de la maturation.
Gesell est un « maturationniste », c’est-à-dire qu’il rend compte du développement par le concept de maturation et minimise de rôle de l’environnement. Les méthodes de travail de Gesell sont extrêmement rigoureuses : observation directe avec enregistrements cinématographiques, tests, méthodes d'interview avec les parents et les grands enfants, études longitudinales et transversales. L'ensemble de ses observations permet une description du modèle du développement de l'enfant.
Gesell décrit le développement de l’enfant de la conception jusqu’à 16 ans (1943, 1945, 1946, 1956). Pour cela, il décompose l'évolution psychologique de l'enfant en secteurs appelés indifféremment « stades », « étapes », « niveaux d'âge ». Ils contiennent l'idée de mouvements successifs qui représentent des niveaux de maturation différents. Les âges donnés, pour structurer cette maturation, constituent des repères temporels mais ne sont pas des dates précises ; ce sont plutôt des « zones d'âge ».
Le développement est un processus continu qui procède, dès la conception, selon une séquentialité ordonnée, et c'est l'ordre de cette séquentialité qui est important car, selon Gesell, il est immuable. L’ordre du développement est toujours le même.
Il va voir différentes fonctions ou sphères du comportement, c’est-à-dire
- les comportements moteurs (posture, locomotion, préhension, ensembles posturaux)
- les comportements d'adaptation (capacité à percevoir des éléments significatifs dans une situation et à se servir de l'expérience présente et passée pour s'adapter à des situations nouvelles) ;
- les comportements verbaux (toutes formes de communication et compréhension des gestes, sons, paroles) ;
- les comportements personnels et sociaux (réactions personnelles à d'autres personnes et à la culture sociale)

Pour cette description, il utilise plusieurs concepts et notamment celui de gradient de croissance (ou du développement) qui est une série de stades ou degrés de maturité, par laquelle un enfant va, progressivement, vers un niveau de comportement plus élevé. Gesell en décrit plus de 40 qui vont des comportements les plus élémentaires aux plus complexes (la préhension, la marche, le sommeil, la nutrition, le contrôle de l'intestin et de la vessie, les pleurs et les cris, les relations entre parents et enfant, entre germains, la lecture, l'écriture, le calcul, le sens de la vérité, etc.)
Les gradients sont eux-mêmes décomposés en différents stades et niveaux. Le sens du concept de « stade » ou de « niveau » chez Gesell est donc instrumental, il permet de situer l'enfant dans le cursus du développement. La temporalité du développement psychologique de l'enfant n'est donc pas très éloignée de celle des évolutionnistes : le temps est homogène et régulier. La croissance mentale est un enchevêtrement de chronologies multiples qu'il s'agit de segmenter afin de repérer l'évolution.

### Gesell, un maturationiste
Les facteurs internes prédominent dans la théorie de Gesell. Ainsi, le milieu externe ne détermine pas les progressions de l'enfant. Le développement psychologique est dépendant du développement du système nerveux, à son évolution et son niveau de structuration : le développement de la structure du système nerveux détermine le développement de la structure du comportement.
Selon Gesell (premiers écrits en 1925), le rôle des facteurs internes pour expliquer le développement de l'enfant est prépondérant, mais il ne nie pas le rôle des facteurs externes. À mesure que l'individu évolue, le milieu, l'entourage révèle des potentialités innées. Il n'y a pas chez Gesell de primauté absolue des facteurs internes (d'organicisme), mais une dialectique entre milieu externe et milieu interne. De même, il ne nie pas la nécessité de l'apprentissage, mais y voit une complémentarité à la maturation : l'apprentissage permet l'adaptation du comportement à différentes situations. Ainsi, la préhension sera toujours palmaire avant d'être digitale, l'équilibre du corps interviendra toujours après la maîtrise de celui de la tête, le contrôle moteur des yeux précédera toujours celui des doigts, le babillage apparaîtra toujours avant les premiers mots, etc. Mais l’apprentissage peut accélérer l’acquisition de ces différentes étapes. Un retard dans certains développements n’est donc pas dramatique dans la mesure où l'exercice du comportement sera rétabli.
Gesell utilise la méthode des jumeaux pour rendre compte du rôle de la maturation : dans un couple de jumeaux monozygotes, les deux enfants ont le même génotype, on suppose donc qu'ils ont leurs gradients maturatifs identiques. On entraîne l'un des deux (le jumeau expérimental) systématiquement à un comportement, par exemple, monter des marches, à apprendre des mots de vocabulaire, à lire, etc. Lorsque celui-ci a acquis le comportement désiré, on compare avec le jumeau témoin, les performances sont meilleures pour le jumeau expérimenté. Quelques semaines après, on effectue la même comparaison, le jumeau témoin a les mêmes performances que le jumeau expérimental. L'effet de la maturation est montré par le fait que le jumeau témoin, sans apprentissage, atteint très rapidement le niveau de performance du jumeau expérimental.

## Sources
- (en) Cet article est partiellement ou en totalité issu de l’article de Wikipédia en anglais intitulé « Arnold Gesell » (voir la liste des auteurs).